# Línea 586 (Quilmes)
La línea 586 de colectivos es una línea de transporte automotor que opera en el partido de Quilmes, que une a la localidad de San Francisco Solano con la estación Quilmes de la línea Roca. La línea fue creada para reemplazar a un servicio irregular. Es operada por la empresa Compañía de Omnibus 25 de Mayo S.A. (C.O.VE.MA.S.A.), quién también opera las líneas 239, 278, 281, 293, 323 y la línea comunal quilmeña 585.

## Recorrido
Ida: Desde Avenida Donato Álvarez/Juan Domingo Perón y calle 869, Avenida Monteverde, calle 893 (Avenida Guillermo Enrique Hudson), calle 835 (Abraham Mendelevich), Camino General Belgrano, Laprida, Urquiza, Presidente Perón, Aristóbulo del Valle, Tucumán, Gran Canaria hasta Carlos Pellegrini.
Vuelta: Desde Carlos Pellegrini y Gran Canaria, Aristóbulo del Valle, Islas Malvinas, Avenida Vicente López, Corrientes, Urquiza, Laprida, Camino General Belgrano, calle 835 (Abraham Mendelevich), calle 893 (Avenida Guillermo Enrique Hudson), Avenida Monteverde, Avenida Donato Álvarez/Juan Domingo Perón hasta calle 869.

## Historia
La línea 586 tiene su origen en un ramal de la línea 263. En 1994 la Dirección Provincial del Transporte quitó la concesión a la empresa prestataria de esta línea (Expreso Libertad), y otorgó un permiso precario para su explotación a las compañías Empresa San Vicente S.A.T. y Expreso Villa Galicia San José.
Pese a esto, el Expreso Libertad continuó operando el recorrido de forma irregular y sin autorización bajo el nombre de fantasía "San Jorge", siendo apodada "263 trucha". En los años siguientes, los deficientes servicios irregulares fueron objeto de protestas y reclamos de los usuarios.
En julio de 2011 el Municipio de Quilmes decidió regularizar la línea, llamando a licitación para concesionar los servicios. A pesar de que tres empresas adquirieron los pliegos, la única oferente en la compulsa fue la Compañía de Ómnibus 25 de Mayo (COVEMASA), prestataria también de la línea comunal 585 y de las líneas provinciales 278, 281 y 293 (esta última junto con Expreso Villa Galicia San José S.A.), quien resultó adjudicataria. 
En agosto de 2012 el Concejo Deliberante de Quilmes aprobó la concesión por un plazo de 15 años, mediante la ordenanza 11886/12.
La línea 586 comenzó sus operaciones en diciembre de 2013.